# Berettyán Nándor
Berettyán Nándor (Debrecen, 1992. december 8. –) Jászai Mari-díjas magyar színművész, színházi rendező.

## Életpályája
Gyermekkorát Balmazújvárosban töltötte, ott járt általános iskolába. A debreceni Tóth Árpád Gimnázium történelem–matematika tagozatáról az Ady Endre Gimnázium dráma tagozatára ment át, ahol 2011-ben érettségizett. Érettségi után a Debreceni Egyetem magyar szakán tanult egy évig. 2017-ben végzett a Kaposvári Egyetem színész szakán, ahova – elmondása szerint – Vidnyánszky Attila hatására jelentkezett.
2017-től a Nemzeti Színház tagja. 2021. július 1-től 2022-ig a Karinthy Színház igazgatója, elődje Bakos-Kiss Gábor. 2022–23-ban az intézmény művészeti vezetője volt.

## Magánélete
Bátyja, Berettyán Sándor szintén színész. Felesége Katona Kinga színésznő, akivel együtt járt a Kaposvári Egyetemre. Egy kislányuk van.

## Fontosabb színházi szerepei

### Nemzeti Színház
- Esthajnal (2024) - Lujko Zobar
- Salome (2024) - Narraboth, az ifjú szíriai
- Bánk bán (2023) – II. Endre, a magyarok királya
- Don Juan (2023) – Don Carlos
- Hazatérés (2022) – Edvard Beneš, Küldönc, Hlinka-gárdista, Szovjet vallató, Kísértő, Köztörvényes, Katona
- Agón (2022)
- Rómeó és Júlia (2021) – Mercutio
- Leánder és Lenszirom (2020) – I–II. Kárókatona, Unkafiú, Unkalány, Csújjogos, Csijjegős
- Tartuffe (2019) – Cléante, Orgon sógora
- Rocco és fivérei (2019) – Rocco Parondi
- Egy ember az örökkévalóságnak (2019) – William Roper
- Az ember tragédiája (2018) – Lucifer
- Egri csillagok (2018) – Bornemissza Gergely
- Csíksomlyói passió (2017) – Krisztus
- III. Richárd (2017) – Polgár
- Figaro házassága, avagy egy őrült nap emléke (2017) – Chérubin, a grófné keresztfia
- Cyrano de Bergerac (2016)
- Psyché (2015)
- Éden földön (Hany Istók legendája) (2015) – Istók
- Körhinta (2015) – Bíró Máté
- Isten ostora (2014) – Püspök
- Fekete ég – Molnár Ferenc: A fehér felhő (2014)
- János vitéz (2014) – Rablóvezér

## Rendezései
- Carlo Gozzi: A szarvaskirály (2022, Karinthy Színház)
- Móricz Zsigmond: Forró mezők (2020, Nemzeti Színház)
- Berettyán Nándor: A súgó (2020, Nemzeti Színház)
- Sík Sándor: Istán király (2024, Nemzeti Színház)

## Filmjei
- Attila, Isten ostora (2022)
- Most vagy soha! (2024)

## Díjai, kitüntetései
- Jászai Mari-díj (2022)[11]
- Arany ugrókötél-díj (2023)[12]

## Könyvei
- JHVH: A név. Budapest: Szent István Társulat. 2021.  ISBN 978-963-277-985-0 (regény)